# Charles Elkins
Charles Elkins, geborener Karl Gschwandner (* 28. Februar 1947 in Wels, Oberösterreich), ist ein österreichischer Theater- und Filmschauspieler und Synchronsprecher.

## Leben
Elkins, Sohn eines Wanderzirkusinhabers, wuchs in Wien auf, nachdem sein Vater den Zirkus verkauft hatte. Er absolvierte Schauspiel-, Gesangs- und Tanzunterricht und erhielt anschließend Rollen am Theater und auch beim Film. Von 1980 bis 1992 war er Ensemblemitglied des Klagenfurter Stadttheaters. Elkins war auch als Synchronsprecher aktiv; er lieh 1976 Arnold Schwarzenegger als Joe Santo in Mr. Universum seine Stimme.